# Hora Svatého Václava
Hora Svatého Václava é uma comuna checa localizada na região de Plzeň, distrito de Domažlice.